# Італіки

Етнічні групи що населяли Апенінський півострів з 9 до 4 ст. до н. е.

Іта́ліки (лат. Italici, однина — Italicus) — у ширшому сенсі: народи, що населяли Апеннінський півострів і навколишні острови Середземного моря — (Сардинію, Сицилію) до створення Римської держави і згодом асимільовані римлянами. У вужчому сенсі — племена індоєвропейської групи, що в давнину населяли Апеннінський півострів і говорили італьськими мовами.

## Класифікація
Італіки були етнолінгвістичною групою, яких ідентифікують за вживанням італьських мов, що утворюють одну з гілок індоєвропейських мов.
Поза спеціалізованою лінгвістичною літературою цей термін також використовується для опису всіх давніх народів Італії, включаючи доримські народи, такі як етруски та рети, які не володіли індоєвропейськими мовами. Таке використання є неналежним у мовознавстві, але поширене в античній та сучасній історіографії.

## Етногенез
Відповідно до Девіда Ентоні, велика міграція індоєвропейців з ямної культури зупинилась у долині Дунаю між 3100–3000 роками до н.е. Дана популяція розділилась на Італіків, Кельтів, та Германців.
Подальша міграція відбувалась на Апенінський півострів у 2 тисячолітті до н.е. через Альпійські гори з території сучасної південної Баварії. 
Створили культуру бронзи та заліза на території Італії. 
Італійський дослідник Дж. Девото вважав що італіки мігрували з Центральної Європи двома хвилями: на початку 2 тисячоліття до н.е. — протолатини, та на початку 1 тисячоліття — предки умбрів, що створили Віланову культуру. 
Також існують гіпотези походження італіків від племен Балканського півострову, які мігрували через Адріатику у 2-1 тис. до н.е.
Надалі італікські племена були підкорені племенем латинян, та стали частиною Римської республіки.
|  | Народи Італії на початку залізного віку: Лігури Венети Етруски Сабіни Умбри Латини Оски Мессапи Греки |